# Едуардо Андерсон (футболіст)
Едуардо Андерсон (ісп. Eduardo Anderson; нар. 31 січня 2001, Панама) — панамський футболіст, захисник костариканського клубу «Сапрісса», в якому грає на правах оренди з панамського клубу «Альянса», та національної збірної Панами.

## Клубна кар'єра
Едуардо Андерсон народився 2001 року в місті Панама, та є вихованцем юнацької команди футбольного клубу «Альянса». У професійному футболі дебютував 2018 року виступами за команду «Альянса», де грав до 2023 року, після чого керівництво клубу віддало футболіста в оренду до костаріканського клубу «Сан-Карлос». Пізніше у 2024 році керівництво «Альянси» двічі з невеликою перервою віддавало Андерсона в оренду до іншого костариканського клубу «Сапрісса».

## Виступи за збірні
У 2022 році Едуардо Андерсон дебютував у складі молодіжної збірної Панами. На молодіжному рівні зіграв у 3 офіційних матчах.
Також у 2022 році Андерсон дебютував у складі національної збірної Панами. У складі збірної був учасником розіграшу Золотого кубка КОНКАКАФ 2023 року у США і Канаді, де разом з командою здобув «срібло», розіграшу Кубка Америки 2024 року у США. Станом на листопад 2024 року футболіст зіграв у складі національної збірної 8 матчів, у яких забитими голами не відзначився.